# ثابت فیزیکی

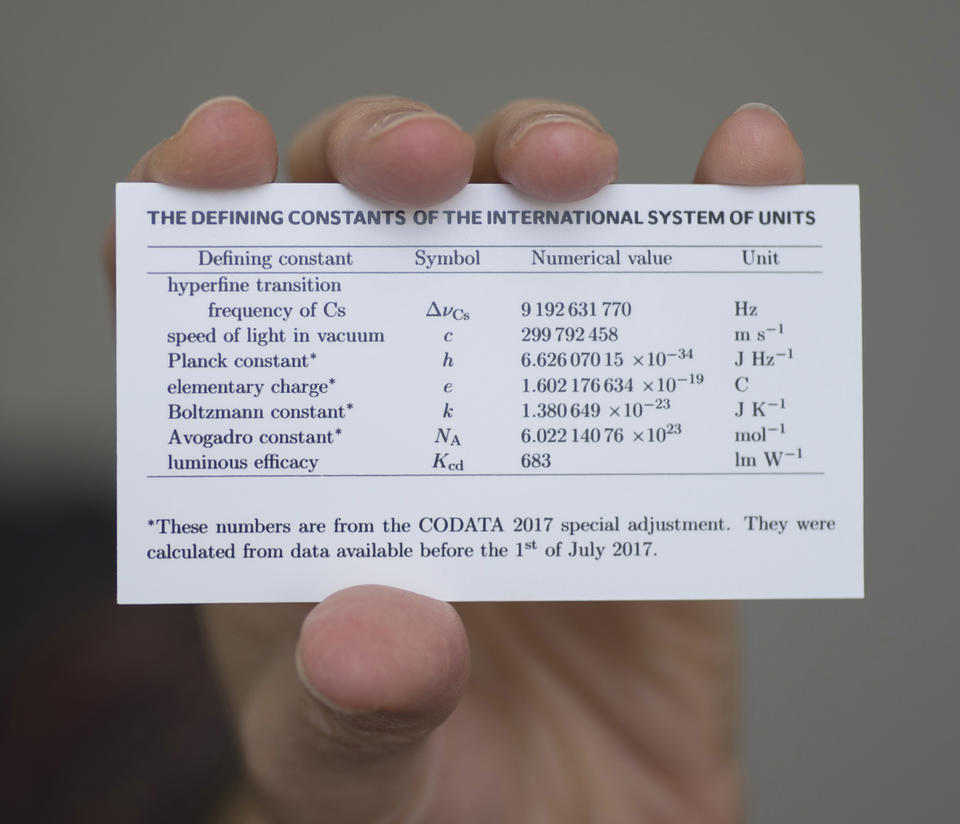
نمایی از شاخص ثابت‌های فیزیکی مختلف. (این کارت شاخص، دارای مقادیر دقیق هفت ثابت فیزیکی است که اساس سیستم بین‌المللی، واحدها را تشکیل می‌دهند‌.)

ثابت فیزیکی یک کمیت فیزیکی است که در تمام جهان ثابت است و در طول زمان تغییر نمی‌کند. این ثابت ممکن است با ثابت ریاضی دارای فرق باشد زیرا ثابت‌های ریاضی دارای همان ارزش عددی هستند اما مقیاس‌های فیزیکی در آنها بی‌معنی است.
ثابت‌های فیزیکی بسیاری در دانش وجود دارد. از اصلی‌ترین این ثابت‌ها سرعت نور (c) در خلأ، ثابت گرانش (G)، ثابت پلانک (h)، ثابت بولتزمن (kB)، ثابت الکتریک (ε۰) و بار الکترون (e) هستند. ثابت‌های فیزیکی دارای بعدهای بسیاری هستند: سرعت نور به بیشترین سرعت در گیتی دلالت می‌کند که به بیان بعدهای طول و زمان می‌پردازد در حالی که ثابت ساختار ریز که استحکام در اثر متقابل الکترومغناطیسی را مشخص می‌کند، یک کمیت بدون بعد است.
عموماً ثابت‌های فیزیکی مقادیر دقیقی ندارند زیرا توسط آزمایش بدست آمده‌اند. هرچند در ادامه برخی از ثابت‌های فیزیکی بخت این را می‌یابند با تغییر تعاریف توسط اداره بین‌المللی اوزان و مقیاس‌ها (International Bureau of Weights and Measures) تبدیل به مقادیر دقیق شوند. همانند سرعت نور که با تعریف جدید از متر و ثانیه دارای مقدار دقیق {\displaystyle 2.99792458\times 10^{8}{\tfrac {m}{s}}} است.
در ثابت‌های فیزیکیِ نادقیق، یک عدد در پرانتز درج می‌شود همانند عدد ۱۹ در ثابت فرضی {\displaystyle 3.4537559(19)\times 10^{14}}. این عددِ درون پرانتز دقت ثابت را بیان می‌کند. به این شکل:{\displaystyle 3.4537559\pm 0.0000019}. درصورتیکه درون پرانتز عدد 0 درج شده باشد، ثابت فیزیکی مقدار دقیقی دارد همانند {\displaystyle h=6.62607015(0)\times 10^{-34}kg.m^{2}.s^{-1}}

## ثابت‌های فیزیکیِ دقیق
1) سرعت نور، علامت {\displaystyle c}، یکا {\displaystyle {\frac {m}{s}}}، مقدار: {\displaystyle 2.99792458\times 10^{8}}
2) ثابت پلانک، علامت {\displaystyle h}، یکا {\displaystyle {\frac {kg.m^{2}}{s}}}، مقدار: {\displaystyle 6.62607015\times 10^{-34}}
3) فرکانس حالت پایه اتم {\displaystyle {\ce {^{133}_{55}Cs}}}، علامت {\displaystyle \Delta \nu _{Cs}}، یکا {\displaystyle {\frac {1}{s}}}، مقدار: {\displaystyle 9.19263177\times 10^{9}}
4) بار بنیادی، علامت {\displaystyle e}،یکا {\displaystyle A.s}، مقدار: {\displaystyle 1.602176634\times 10^{-19}}
5) ثابت بولتزمن، علامت {\displaystyle k}و {\displaystyle k_{B}}، یکا {\displaystyle {\frac {Kg.m^{2}}{s^{2}.K}}}، مقدار: {\displaystyle 1.380469\times 10^{-23}}
6) عدد آووگادرو، علامت {\displaystyle N_{A}}، یکا {\displaystyle {\frac {1}{mol}}}، مقدار: {\displaystyle 6.02214076\times 10^{23}}
7) اثرگذاری نوری، علامت {\displaystyle K_{cd}}، یکا {\displaystyle {\frac {cd.sr.s^{3}}{Kg.m^{2}}}}، مقدار: {\displaystyle 683}